# Nevorići
Nevorići (cyr. Неворићи) – wieś w Bośni i Hercegowinie, w Republice Serbskiej, w gminie Novo Goražde. W 2013 roku liczyła 21 mieszkańców.